# Акамбаро (Акамбаро, Гванахуато)
Акамбаро (шп. Acámbaro) насеље је у Мексику у савезној држави Гванахуато у општини Акамбаро. Насеље се налази на надморској висини од 1880 м.

## Становништво
Према подацима из 2010. године у насељу је живело 57972 становника.

### Хронологија
| Година       | 2000                  | 2005                  | 2010                  |
| ------------ | --------------------- | --------------------- | --------------------- |
| Становништво | 55516 (26239 / 29277) | 55082 (25839 / 29243) | 57972 (27564 / 30408) |

### Попис
| \| \| м \| \| \| ж \| \| 0—2 \| 1.376 \| \| \| 1.412 \| \| 3—5 \| 1.564 \| \| \| 1.503 \| \| 6—11 \| 3.382 \| \| \| 3.350 \| \| 12—14 \| 1.747 \| \| \| 1.673 \| \| 15—17 \| 1.691 \| \| \| 1.676 \| \| 18—24 \| 3.419 \| \| \| 3.583 \| \| 60+ \| 2.998 \| \| \| 3.618 \| \| Просек : \| 29,6 \| \| \| 31,2 \| |       |  |  |       |
| |       |  |  |       |
| | м     |  |  | ж     |
| 0—2 | 1.376 |  |  | 1.412 |
| 3—5 | 1.564 |  |  | 1.503 |
| 6—11 | 3.382 |  |  | 3.350 |
| 12—14 | 1.747 |  |  | 1.673 |
| 15—17 | 1.691 |  |  | 1.676 |
| 18—24 | 3.419 |  |  | 3.583 |
| 60+ | 2.998 |  |  | 3.618 |
| Просек : | 29,6  |  |  | 31,2  |

| #   | Индикатор                                                                                        | Вредност |
| --- | ------------------------------------------------------------------------------------------------ | -------- |
| 1   | Становништво од 0 до 2 године                                                                    | 2788     |
| 2   | Мушко становништво од 0 до 2 године                                                              | 1376     |
| 3   | Женско становништво од 0 до 2 године                                                             | 1412     |
| 4   | Становништво са 3 и више година                                                                  | 54720    |
| 5   | Мушко становништво са 3 и више година                                                            | 25960    |
| 6   | Женско становништво са 3 и више година                                                           | 28760    |
| 7   | Становништво са 5 и више година                                                                  | 52681    |
| 8   | Мушко становништво са 5 и више година                                                            | 24918    |
| 9   | Женско становништво са 5 и више година                                                           | 27763    |
| 10  | Становништво са 12 и више година                                                                 | 44921    |
| 11  | Мушко становништво са 12 и више година                                                           | 21014    |
| 12  | Женско становништво са 12 и више година                                                          | 23907    |
| 13  | Становништво са 15 и више година                                                                 | 41501    |
| 14  | Мушко становништво са 15 и више година                                                           | 19267    |
| 15  | Женско становништво са 15 и више година                                                          | 22234    |
| 16  | Становништво са 18 и више година                                                                 | 38134    |
| 17  | Мушко становништво са 18 и више година                                                           | 17576    |
| 18  | Женско становништво са 18 и више година                                                          | 20558    |
| 19  | Становништво од 3 до 5 година                                                                    | 3067     |
| 20  | Мушко становништво од 3 до 5 година                                                              | 1564     |
| 21  | Женско становништво од 3 до 5 година                                                             | 1503     |
| 22  | Становништво од 6 до 11 година                                                                   | 6732     |
| 23  | Мушко становништво од 6 до 11 година                                                             | 3382     |
| 24  | Женско становништво од 6 до 11 година                                                            | 3350     |
| 25  | Становништво од 8 до 14 година                                                                   | 7951     |
| 26  | Мушко становништво од 8 до 14 година                                                             | 4017     |
| 27  | Женско становништво од 8 до 14 година                                                            | 3934     |
| 28  | Становништво од 12 до 14 година                                                                  | 3420     |
| 29  | Мушко становништво од 12 до 14 година                                                            | 1747     |
| 30  | Женско становништво од 12 до 14 година                                                           | 1673     |
| 31  | Становништво од 15 до 17 година                                                                  | 3367     |
| 32  | Мушко становништво од 15 до 17 година                                                            | 1691     |
| 33  | Женско становништво од 15 до 17 година                                                           | 1676     |
| 34  | Становништво од 18 до 24 године                                                                  | 7002     |
| 35  | Мушко становништво од 18 до 24 године                                                            | 3419     |
| 36  | Женско становништво од 18 до 24 године                                                           | 3583     |
| 37  | Женско становништво од 15 до 49 година                                                           | 15799    |
| 38  | Становништво са 60 и више година                                                                 | 6616     |
| 39  | Мушко становништво са 60 и више година                                                           | 2998     |
| 40  | Женско становништво са 60 и више година                                                          | 3618     |
| 41  | Однос између мушкараца и жена                                                                    | 90.65    |
| 42  | Становништво од нуле до 14 година                                                                | 16007    |
| 43  | Становништво од 15 до 64 године                                                                  | 36806    |
| 44  | Становништво од 65 година и више                                                                 | 4695     |
| 45  | Просечан број деце                                                                               | 2.39     |
| 46  | Становништво рођено у ентитету                                                                   | 49431    |
| 47  | Мушко становништво рођено у ентитету                                                             | 23494    |
| 48  | Женско становништво рођено у ентитету                                                            | 25937    |
| 49  | Становништво рођено у другом ентитету                                                            | 7503     |
| 50  | Мушко становништво рођено у другом ентитету                                                      | 3570     |
| 51  | Женско становништво рођено у другом ентитету                                                     | 3933     |
| 52  | Становништво од 5 година и више резидентно у ентитету у јуну 2005. године                        | 50434    |
| 53  | Мушко становништво старосног доба од 5 година и више, резидентно у ентитету у јуну 2005. године  | 23650    |
| 54  | Женско становништво старосног доба од 5 и више година, резидентно у ентитету у јуну 2005. године | 26784    |
| 55  | Становништво од 5 година и више које је живело у другом ентитету у јуну 2005. године             | 1228     |
| 56  | Мушко становништво старије од 5 година које је живело у другом ентитету у јуну 2005. године      | 604      |
| 57  | Женско становништво старије од 5 година које је живело у другом ентитету у јуну 2005. године     | 624      |
| 58  | Становништво од 3 године и више које говори аутохтони језик                                      | 148      |
| 59  | Мушко становништво старо 3 године и више које говори аутохтони језик                             | 81       |
| 60  | Женско становништво старо 3 године и више које говори аутохтони језик                            | 67       |
| 61  | Становништво од 3 године и више које говори аутохтони језик и не говори шпански језик            | 0        |
| 62  | Мушко становништво старо 3 године и више које говори аутохтони језик и не говори шпански         | 0        |
| 63  | Женско становништво старо 3 године и више које говори аутохтони језик и не говори шпански језик  | 0        |
| 64  | Становништво старо 3 године и више које говори аутохтони језик и шпански                         | 88       |
| 65  | Мушко становништво старо 3 године и више које говори аутохтони језик и шпански                   | 56       |
| 66  | Женско становништво старо 3 године и више које говори аутохтони језик и шпански                  | 32       |
| 67  | Становништво од 5 година и више које говори аутохтони језик                                      | 146      |
| 68  | Становништво од 5 година и више које говори аутохтони језик и не говори шпански језик            | 0        |
| 69  | Становништво од 5 година и више које говори аутохтони језик и говори шпански језик               | 88       |
| 70  | Становништво у домородачким домаћинствима                                                        | 318      |
| 71  | Становништво са ограничењима у активностима                                                      | 2788     |
| 72  | Становништво са ограниченим ходањем или кретањем, горе или доле                                  | 1692     |
| 73  | Становници са ограничењима вида, чак и уз кориштење сочива                                       | 734      |
| 74  | Становништво са ограничењима говора, комуникације или конверзације                               | 207      |
| 75  | Становништво са ограниченим слухом                                                               | 272      |
| 76  | Становништво са ограничењима при одевању, купању или јелу                                        | 136      |
| 77  | Становништво са ограничењима у опажању или учењу једноставних ствари                             | 110      |
| 78  | Становништво са менталним ограничењима                                                           | 256      |
| 79  | Становништво без ограничења активности                                                           | 54443    |
| 80  | Становништво од 3 до 5 година које не похађа школу                                               | 1454     |
| 81  | Мушко становништво од 3 до 5 година које не похађа школу                                         | 754      |
| 82  | Женско становништво од 3 до 5 година које не похађа школу                                        | 700      |
| 83  | Становништво од 6 до 11 година које не похађа школу                                              | 142      |
| 84  | Мушко становништво од 6 до 11 година које не похађа школу                                        | 72       |
| 85  | Женско становништво од 6 до 11 година које не похађа школу                                       | 70       |
| 86  | Становништво од 12 до 14 година које не похађа школу                                             | 215      |
| 87  | Мушко становништво од 12 до 14 година које не похађа школу                                       | 125      |
| 88  | Женско становништво од 12 до 14 година које не похађа школу                                      | 90       |
| 89  | Становништво од 15 до 17 година похађа школу                                                     | 2357     |
| 90  | Мушко становништво од 15 до 17 година похађа школу                                               | 1137     |
| 91  | Женско становништво између 15 и 17 година живота у школи                                         | 1220     |
| 92  | Становништво од 18 до 24 године похађа школу                                                     | 2022     |
| 93  | Мушко становништво од 18 до 24 године похађа школу                                               | 1022     |
| 94  | Женско становништво од 18 до 24 године похађа школу                                              | 1000     |
| 95  | Становништво од 8 до 14 година које не може да чита и пише                                       | 145      |
| 96  | Мушко становништво старосног доба од 8 до 14 година које не може да чита и пише                  | 80       |
| 97  | Женско становништво старосног доби од 8 до 14 година које не може да чита и пише                 | 65       |
| 98  | Становништво од 15 година и више које је неписмено                                               | 2426     |
| 99  | Мушко становништво од 15 година и више које је неписмено                                         | 907      |
| 100 | Женско становништво од 15 година и више које је неписмено                                        | 1519     |
| 101 | Становништво старо 15 и више година без школовања                                                | 3167     |
| 102 | Мушко становништво старо 15 и више година без школовања                                          | 1334     |
| 103 | Женско становништво старо 15 и више година без школовања                                         | 1833     |
| 104 | Становништво старосног доба 15 и више година са непотпуним основним образовањем                  | 4508     |
| 105 | Мушко становништво старосног доба од 15 година и више са непотпуном основним образовањем         | 1953     |
| 106 | Женско становништво старосног доба 15 и више година са непотпуном основним образовањем           | 2555     |
| 107 | Становништво старо 15 и више година са комплетним основним образовањем                           | 7131     |
| 108 | Мушко становништво старо 15 година и више са комплетним основним образовањем                     | 3339     |
| 109 | Женско становништво старо 15 и више година са комплетним основним образовањем                    | 3792     |
| 110 | Становништво старосног доба 15 и више година са непотпуним средњим образовањем                   | 2332     |
| 111 | Мушко становништво старосног доба од 15 година и више са непотпуним средњим образовањем          | 1294     |
| 112 | Женско становништво старосног доба од 15 година и више са непотпуним средњим образовањем         | 1038     |
| 113 | Становништво старо 15 и више година са пуним секундарном образовањем                             | 9967     |
| 114 | Мушко становништво старосног доба од 15 година и више са пуним секундарном образовањем           | 4777     |
| 115 | Женско становништво старосног доба од 15 година и више са пуним секундарном образовањем          | 5190     |
| 116 | Становништво старије од 18 година са постосновним образовањем                                    | 12947    |
| 117 | Мушко становништво старије од 18 година са постосновним образовањем                              | 5987     |
| 118 | Женско становништво старије од 18 година са постосновним образовањем                             | 6960     |
| 119 | Просечна оцена школовања                                                                         | 8.55     |
| 120 | Просечан ниво образовања мушке популације                                                        | 8.66     |
| 121 | Просечан ниво образовања женског становништва                                                    | 8.45     |
| 122 | Економски активно становништво                                                                   | 22713    |
| 123 | Економски активна мушка популација                                                               | 14517    |
| 124 | Економски активна женска популација                                                              | 8196     |
| 125 | Становништво које није економски активно                                                         | 22039    |
| 126 | Мушко становништво које није економски активно                                                   | 6392     |
| 127 | Женско становништво које није економски активно                                                  | 15647    |
| 128 | Запослено становништво                                                                           | 21113    |
| 129 | Запослено мушко становништво                                                                     | 13169    |
| 130 | Запослено женско становништво                                                                    | 7944     |
| 131 | Незапослена популација                                                                           | 1600     |
| 132 | Незапослена мушка популација                                                                     | 1348     |
| 133 | Незапослена женска популација                                                                    | 252      |
| 134 | Становништво без права на здравствене услуге                                                     | 16051    |
| 135 | Становништво које има право на здравствене услуге                                                | 41341    |
| 136 | Становништво које има право на ИМСС                                                              | 14101    |
| 137 | Становништво које има право на социјално осигурање                                               | 5273     |
| 138 | Становништво које има право на државно социјално осигурање                                       | 89       |
| 139 | Становништво које има право на опште осигурање или здравствено осигурање за нову генерацију      | 21455    |
| 140 | Становништво које је било једном или није било у браку током 12 година и више                    | 15661    |
| 141 | Венчано или уједињено становништво од 12 година и више                                           | 24716    |
| 142 | Становништво које је било у браку или уједињено 12 година и више                                 | 4487     |
| 143 | Становништво са католичком религијом                                                             | 53888    |
| 144 | Протестанти, еванђелисти и библијски следбеници различити од еванђелиста                         | 2312     |
| 145 | Становништво са другим религијама различитим од претходних                                       | 29       |
| 146 | Становништво без религије                                                                        | 890      |
| 147 | Укупно пописаних домаћинства                                                                     | 14414    |
| 148 | Пописна домаћинства на челу са мушкарцима                                                        | 10307    |
| 149 | Пописна домаћинства на челу са женама                                                            | 4107     |
| 150 | Становништво у пописним домаћинствима                                                            | 57297    |
| 151 | Становништво у пописним домаћинствима на челу са мушкарцима                                      | 42927    |
| 152 | Становништво у пописним домаћинствима на челу са женама                                          | 14370    |
| 153 | Укупно домаћинстава                                                                              | 18813    |
| 154 | Укупно насељених домаћинстава                                                                    | 14573    |
| 155 | Укупно приватних кућа                                                                            | 18654    |
| 156 | Насељени приватни домови                                                                         | 14414    |
| 157 | Укупно насељених приватних кућа                                                                  | 14566    |
| 158 | Ненасељене приватне куће                                                                         | 3178     |
| 159 | Појединачна домаћинства за привремену употребу                                                   | 1062     |
| 160 | Становници у насељеним приватним кућама                                                          | 57297    |
| 161 | Насељеност станара у приватним становима                                                         | 3.98     |
| 162 | Просечно становника по соби у приватним насељеним домаћинствима                                  | 0.98     |
| 163 | Појединачна домаћинства са подовима од различитих материјала од земље                            | 14094    |
| 164 | Појединачна домаћинства у приземљу                                                               | 287      |
| 165 | Појединачна домаћинства са једном спаваћом собом                                                 | 3931     |
| 166 | Појединачна домаћинства са две спаваће собе и више                                               | 10449    |
| 167 | Појединачна домаћинства са једним собом                                                          | 394      |
| 168 | Појединачна домаћинства са две собе                                                              | 1764     |
| 169 | Појединачна домаћинства са 3 собе и више                                                         | 12216    |
| 170 | Појединачна домаћинства која имају електрично светло                                             | 14268    |
| 171 | Појединачна домаћинства која немају електрично светло                                            | 122      |
| 172 | Појединачна домаћинства која имају водоводну воду у стамбеном простору                           | 13977    |
| 173 | Појединачна домаћинства која немају водоводну воду у стамбеном простору                          | 403      |
| 174 | Појединачна домаћинства која имају тоалет                                                        | 14219    |
| 175 | Појединачна домаћинства која имају канализацију                                                  | 14133    |
| 176 | Појединачна домаћинства која немају канализацију                                                 | 232      |
| 177 | Појединачна домаћинства која имају електрично светло, довод воде из јавне мреже и канализацију   | 13767    |
| 178 | Појединачна домаћинства без икаквих услова                                                       | 99       |
| 179 | Појединачна домаћинства која имају радио                                                         | 12224    |
| 180 | Појединачна домаћинства која имају телевизор                                                     | 14000    |
| 181 | Појединачна домаћинства која имају фрижидер                                                      | 13035    |
| 182 | Појединачна домаћинства која имају машину за веш                                                 | 11354    |
| 183 | Појединачна домаћинства која имају аутомобил или комби                                           | 6614     |
| 184 | Појединачна домаћинства која имају рачунар                                                       | 3769     |
| 185 | Појединачна домаћинства која имају фиксну телефонску линију                                      | 7387     |
| 186 | Појединачна домаћинства која имају мобилни телефон                                               | 9760     |
| 187 | Појединачна домаћинства која имају приступ интернету                                             | 2656     |
| 188 | Величина локације                                                                                | 10       |